# Saint-Nicolas-d'Aliermont
Saint-Nicolas-d'Aliermont är en kommun i departementet Seine-Maritime i regionen Normandie i norra Frankrike. Kommunen ligger i kantonen Envermeu som tillhör arrondissementet Dieppe. År 2022 hade Saint-Nicolas-d'Aliermont 3 707 invånare.

## Befolkningsutveckling
Antalet invånare i kommunen Saint-Nicolas-d'Aliermont
| Referens: INSEE |